# Enrique Martí Maqueda
Enrique Martí Maqueda (Madrid, 16 de abril de 1935) es un realizador de televisión español, licenciado en Ciencias de la Información por la Universidad Complutense de Madrid.

## Biografía
Tras iniciar estudios de Derecho en 1953, comienza su contacto con los medios de comunicación al presentarse al concurso de locutores El Micrófono de Plata, de Radio España, aunque retiraría su participación antes de llegar a la fase final. Pese a ello, poco después, es contratado por la emisora en la que comienza su singladura profesional.
Debuta en televisión en 1957 presentando el programa El futuro ha comenzado, al que seguirían Estadio galerías (1960) y Quién dice la verdad.
Iniciada la década de los sesenta pasa al otro lado de la cámara. Tras completar su formación como realizador en Nueva York (1964), regresa a TVE para ponerse al frente de programas como Cancionero o Musical.
En Radio Madrid (Cadena SER) realizó varios programas, el más significativo fue "Radio Madrid Madrugada" en el que a sus órdenes trabajaron Manolo Alcala y Joaquín Prat, ambos tristemente desaparecidos. A partir de ese momento comienza a consagrarse como uno de los principales realizadores del panorama televisivo español, con espacios muy recordados como Salto a la fama (1964-1965), con José Luis Barcelona, Musical 14'05 (1965-1967), Antena Infantil (1965), con Los Chiripitifláuticos, Con acento (1968), con Manuel Martín Ferrand o Los hombres saben, los pueblos marchan (1969-1970), con Joaquín Soler Serrano.
Tras una ausencia de cinco años regresa a TVE con el musical La hora de... (1975) y la comedia Pili, secretaria ideal (1975), con José María Prada y Elena María Tejeiro.
Un año más tarde consigue atraer la atención del público con un programa de variedades para la noche de los sábados, titulado Palmarés, que lanzaría a la fama a su entonces desconocida presentadora: Bárbara Rey, luego sustituida por Pilar Velázquez.
Un año más tarde dirigía y firmaba los guiones de la película del destape español Me siento extraña, que protagonizaron la propia Bárbara Rey y Rocío Dúrcal.
Entre 1977 y 1983 realizó el espacio 300 millones, emitido para todos los países de habla hispana. Precisamente en aquella época, en noviembre de 1978, recibió una carta bomba explosionada por las fuerzas de seguridad y remitida por un aspirante cantante que pretendía actuar en 300 millones.
Tras unos años apartado del medio, regresó en 1988 con el espacio musical Contigo, presentado por Heter Parisi y Norma Duval acompañadas por Pedro Rollán debutando en TV José Manuel Parada y Loles León entre otros.
A finales de los años noventa pasó a dirigir La Espuela en Radio España de Madrid y en agosto de 1998 fue contratado como Director General de la televisión local del municipio de Marbella, terminando su estancia en ella a los seis meses por desacuerdos con el equipo de Jesús Gil y Gil al frente del consistorio marbellí.
En el 2007 reapareció sorpresivamente en el espacio de crónica rosa A tres bandas de Antena 3, con Jaime Cantizano y María Patiño, con motivo de la polémica generada por sus propias declaraciones previas sobre la vida privada de Bárbara Rey, en las que se había despachado con su excompañera, afirmando, entre otras cosas, que la vedette "mantuvo relaciones sexuales con empresarios adinerados, directores de teatro y compañeros de profesión por interés", y que cuando él era realizador del programa de Televisión Española Palmarés y ella su presentadora, Rey le había llegado a consultar si "existía la posibilidad de posponer el día de grabación, porque tenía que verse con un hombre que estaba dispuesto a pagarle 300.000 pesetas por su compañía".
Desde el 2009 simultaneó los papeles de presentador-moderador y pugnaz opinante en dos programas de la televisión local orensana telemiño: En portada y Punto crítico, siendo sustituido al frente del segundo en el 2010.
En septiembre del 2012 se anuncia que será cabeza de lista por la provincia de Orense de la formación política de Mario Conde, a las elecciones al Parlamento de Galicia de ese año.
Desde hace tres años es director-presentador de los programas culturales de TELEMIÑO la televisión de Ourense, "LEER ES UN PLACER" con la finalidad de promocionar la lectura y la información sobre el mundo de los libros. En octubre de 2014 inicia una serie cultural titulada "Talleres" en la que periódicamente invita a los más distinguidos artistas plásticos de Galicia, especialmente a los ourensanos. 
Estuvo unido sentimentalmente a la actriz Paca Gabaldón.
En 2023 en la serie "Una vida Bárbara" Bárbara Rey denunció que sufrió acoso y fue agredida sexualmente por el realizador. 